# مايكل غاندولفيني
مايكل غاندولفيني (مواليد 10 مايو 1999) هو ممثل أمريكي، بدأ مشواره الفني في عام 2018 في فيلم أوشنس 8.

## روابط خارجية
- مايكل غاندولفيني على موقع IMDb (الإنجليزية)
- مايكل غاندولفيني على موقع روتن توميتوز (الإنجليزية)
- مايكل غاندولفيني على موقع ألو سيني (الفرنسية)
- مايكل غاندولفيني على موقع قاعدة بيانات الفيلم (الإنجليزية)